# 1746年ウェールズ・ベリック法
1746年ウェールズ・ベリック法（1746ねんウェールズ・ベリックほう、英語: Wales and Berwick Act 1746）は、1746年にグレートブリテン議会で制定された法律。同法により、過去と将来の成文法における「イングランド」の定義はウェールズとベリック＝アポン＝ツイードも含むと定められた。

## 概要
ウェールズ・ベリック法は4条からなる法律であり、第1と2条は窓税の徴収への規制、第3条は過去と将来の成文法における「イングランド」の定義がウェールズとベリック＝アポン＝ツイードも含むと規定、第4条はクエーカーが忠誠の誓い（oath of fidelity）を要求されたとき、宣誓（oath）の代わりに宣言（declaration）を行うことを許可した。つまり、ウェールズとベリックに関連するのは第3条だけである。「1746年ウェールズ・ベリック法」（The Wales and Berwick Act, 1746）という略称が定められたのは1896年略称法によるが、このときにはウェールズ・ベリック法の第3条以外はすでに廃止されている。
ベリック＝アポン＝ツイードはイングランド王国とスコットランド王国の国境にあり、中世に何度も所有国が入れ替わったが、最終的には1482年にイングランド領になっている。ウェールズ・ベリック法により、成文法上でもベリック＝アポン＝ツイードがイングランドに属し、すなわちスコットランド法ではなくイングランド法が適用されることが確定した。法律制定にはこのような背景があったが、18世紀の法学者ウィリアム・ブラックストンによると、ウェールズ・ベリック法での規定は「おそらく不必要」（perhaps superfluous）だったという。
1967年ウェールズ語法第4条により、1967年7月以降の成文法における「イングランド」が自動的にウェールズも含むことはなくなった。1972年地方政府法第269条により、1974年4月1日またはそれ以降に制定された成文法における「ウェールズ」は同法20条と別表第4により定められた8カウンティと定義され、「イングランド」はこれら8カウンティを含まないと定められた。さらに1978年解釈法第25条および別表第3により、1746年ウェールズ・ベリック法が完全に廃止されたが、同時に別表第2で1974年4月1日以前に制定された成文法における「イングランド」がベリック＝アポン＝ツイードとモンマスシャーを含み、1967年ウェールズ語法の制定以前の成文法ではさらにウェールズも含むと改めて定められた。